# Хирон, Педро Августин
Педро Агустин Хирон Лас-Касас, 4-й маркиз де лас Амарильяс, 1-й герцог Аумада (исп. Pedro Agustín Girón Las Casas, IV Marqués de las Amarillas y I Duque de Ahumada; 1788, Сан-Себастьян, — 14 мая 1842, Мадрид) — испанский генерал, политик и государственный деятель баскско-ацтекского происхождения.

## Биография
Педро Агустин Хирон Лас-Касас, 4-й маркиз де лас Амарильяс, был сыном Херонимо Хирона-Монтесумы (Jerónimo Girón-Moctezuma), 3-го маркиза де лас Амарильяс и прямого потомка ацтекского императора Монтесумы II, в 9-м поколении. Мать Педро Агустина — баскская аристократка Исабель де Лас-Касас-и-Арагорри (Isabel de las Casas y Aragorri). С юных лет Педро Хирон служил в королевской гвардии.
Во время Войны за независимость (Пиренейской войны) Педро Хирон служил в Каталонской армии, под началом своего отца. Позднее был назначен начальником Генерального штаба, оказал испанскому делу значительные услуги, сражаясь рука об руку с Веллингтоном. Однако, по возвращении на испанский престол Фердинанда VII, Хирон своей приверженностью к умеренному конституционализму вызвал недовольство монарха.
После революции, 19 марта 1820 года, Педро Хирон занял пост военного министра, но либералы были им также недовольны, и потому 11 августа того же года он был отправлен в отставку. Тем не менее, в 1832 году Фердинанд VII назначил его в своём завещании членом совета регентства, учреждённого на время несовершеннолетия его дочери Изабеллы II.
Педро Хирон выступил тогда горячим защитником Верхней палаты с наследственными членами. Будучи председателем Палаты пэров (Верхней палаты), он пользовался громадным влиянием; а королева-регентша Христина возвела его в сан герцога Аумада (I Duque de Ahumada).
Когда в 1835 году во главе испанского правительства был поставлен Торено, герцог Аумада вновь принял на некоторое время портфель военного министра. Однако его стремления улучшить государственную оборону и достигнуть примирения с басками-карлистами не увенчались успехом. В итоге, ненавидимый всеми тогдашними партиями, он в 1837 году покинул своё отечество и поселился в городе Бордо.
Тяжело заболев, вернулся в Испанию, поселившись сначала в Кадисе, оттуда затем переехал Мадрид, где и умер 14 мая 1842 года.